# Pandava hunanensis
Espèce
Pandava hunanensis est une espèce d'araignées aranéomorphes de la famille des Titanoecidae.

## Distribution
Cette espèce est endémique du Hunan en Chine,.

## Description
Le mâle décrit par Almeida-Silva, Griswold et Brescovit en 2010 mesure 4,31 mm et la femelle 6,25 mm.

## Étymologie
Son nom d'espèce, composé de hunan et du suffixe latin -ensis, « qui vit dans, qui habite », lui a été donné en référence au lieu de sa découverte, le Hunan.

## Publication originale
- Yin & Bao, 2001 : Two new species of the family Titanoecidae from Hunan Province (Arachnida: Araneae). Journal of Changde Teachers University, Natural Science Edition, vol. 13, no 3, p. 58-61.